# Synema interjectivum
Synema interjectivum är en spindelart som beskrevs av Cândido Firmino de Mello-Leitão 1947. 
Synema interjectivum ingår i släktet Synema och familjen krabbspindlar. Inga underarter finns listade i Catalogue of Life.